# 素直になれなくて (堀江美都子のアルバム)
「素直になれなくて」（すなおになれなくて）は、堀江美都子の5枚目のオリジナル・アルバム（LP盤）。1984年7月21日に日本コロムビアより発売されている。堀江自らのプロデュースによる傑作であり、ロック曲風の濃厚なアルバム作品。

## 収録曲
1. 愛さずにいられない [3:01]
作詞・作曲：あさみあきお、編曲：丸山恵市
2. 渚でつかまえて [2:53]
作詞：堀江美都子、作曲：Miw、編曲：丸山恵市
3. 素直になれなくて [4:20]
作詞・作曲：堀江美都子、編曲：丸山恵市
4. 迷路（ラビリンス） [4:45]
作詞：佐藤ありす、作曲：関谷雅子、編曲：丸山恵市
5. 黄昏の街へ… [4:19]
作詞・作曲：あさみあきお、編曲：丸山恵市
6. Woo!! Baby [3:14]
作詞・作曲：Miw、編曲：丸山恵市
7. Catch Me Tonight [4:20]
作詞：岡田冨美子、作曲：長戸大幸、編曲：丸山恵市
8. ウィークエンド・ナイト [4:10]
作詞：徳永章、作曲：景家正雄、編曲：丸山恵市
9. ピリオド [4:40]
作詞：岡田冨美子、作曲：Miw、編曲：丸山恵市
10. 美しい想い出 [4:40]
作詞・作曲：あさみあきお、編曲：丸山恵市